# چهره مرد هنرمند در جوانی
چهرهٔ مرد هنرمند در جوانی  یا سیمای مرد هنرآفرین در جوانی (به انگلیسی: A Portrait of the Artist as a Young Man) رمانی است از جیمز جویس که در سال ۱۹۱۶ منتشر شد.
این داستان، که ماجراهای پسری را از ۲ سالگی تا ۲۰ سالگی بیان می‌کند، بسیار پیچیده است و در آن به موضوعاتی دربارهٔ ایرلند، انسان، کودک، ترس و خدا پرداخته می‌شود. منتقدان بر این باورند که این داستان پیش‌درآمد داستان اولیس شاهکار جیمز جویس است. این اثر به‌نوعی خودزندگی‌نامه اوست.
نویسنده روایت رمان را، که توسط سوم‌شخص مفرد بیان شده، با ذهنیات استیون ددالوس ادغام کرده و خواننده در بعضی قسمت‌های رمان با این ادغام روایت و ذهنیت مواجه می‌شود. نویسنده به تلاش و نوسانات روحی ددالوس برای غلبهٔ روحی بر عوامل منفی اطرافش - ازجمله رفتار نامناسب برخی از معلمان و خشونتی که بین پسرهای مدرسه رواج دارد - پرداخته‌است.
جویس در شخصیت اصلی رمان، یعنی استفان ددالوس، تردید و آشفتگی و پوچ‌گرایی نسل جدید را نشان داده‌است. نویسنده از تلمیح استفاده کرده و با استفاده از متن کتاب مقدس صحنهٔ مرگ و قیامت را در این رمان نوشته‌است.

## ترجمه‌ها به فارسی
این رمان تاکنون با عناوین زیر به فارسی ترجمه شده‌است:
- سیمای مرد هنرآفرین در جوانی، پرویز داریوش، تهران: انتشارات اساطیر، ۱۳۷۰[۲]
- چهره مرد هنرمند در جوانی، منوچهر بدیعی، تهران: انتشارات نیلوفر، ۱۳۸۰[۳]
- سیمای هنرمند در جوانی، اصغر جویا، آبادان: نشر پرسش، ۱۳۸۱[۴]
- چهره یک مرد هنرمند در جوانی. امیر علیجان‌پور، تهران: آوای مکتوب، ۱۳۹۴[۵]